# Schutzzone im Naturpark Altmühltal
Die Schutzzone im Naturpark Altmühltal (ID: LSG-00565.01) ist ein Landschaftsschutzgebiet in Bayern und wurde 1995 eingerichtet. Das Landschaftsschutzgebiet liegt im Zentrum Bayerns im Naturpark Altmühltal. Es ist das zweitgrößte im Freistaat und zählt zu den größten Deutschlands. 
Es handelt sich hierbei nicht um eine einzige, geschlossene Fläche, sondern um zahlreiche kleinere Flächen die gemeinsam das Landschaftsschutzgebiet bilden. Es erstreckt sich über eine Fläche von rund 1631 km² (163.135,05 Hektar) in den Landkreisen Eichstätt, Neuburg-Schrobenhausen und der Stadt Ingolstadt in Oberbayern, den Landkreisen Weißenburg-Gunzenhausen und Roth in Mittelfranken, den Landkreisen Neumarkt in der Oberpfalz und Regensburg in der Oberpfalz, dem Landkreis Kelheim in Niederbayern und dem Landkreis Donau-Ries in Schwaben. Über die Hälfte der Fläche liegt dabei in den Landkreisen Eichstätt und Weißenburg-Gunzenhausen.
Zum Schutzgebiet gehören das Altmühltal sowie Teile der Fränkischen Alb und des Nördlinger Ries. Es umfasst zahlreiche Waldgebiete wie etwa den Raitenbucher Forst, der Hienheimer Forst oder den Köschinger Forst.